# PGC 112722
LEDA/PGC 112722 ist eine linsenförmige Galaxie vom Hubble-Typ S0 im Sternbild Sextant am Südsternhimmel. Sie ist schätzungsweise 1,2 Milliarden Lichtjahre von der Milchstraße entfernt. Im selben Himmelsareal befinden sich u. a. die Galaxien IC 592 und IC 593.